# Méthode des moments d'aires
La méthode des « moments d'aires » concerne la déformation des poutres en flexion, et permet de calculer la pente et la flèche d'une poutre,,.
La méthode des moments d'aires est une méthode par intégration géométrique permettant de calculer la déformée d'une poutre en la reliant à un diagramme M/EI.

## La méthode des moments d'aire
Considérons une poutre rectiligne. Après déformation, sa courbe moyenne a pour équation
{\displaystyle y=u_{y}(x)},
uy(x) étant la flèche à l'abscisse x considérée. La pente φ est la dérivée de cette courbe :
{\displaystyle \varphi ={\frac {\mathrm {d} u_{y}}{\mathrm {d} x}}}.
Le rayon de courbure ρ vérifie
{\displaystyle {\frac {1}{\rho }}\simeq {\frac {\mathrm {d} ^{2}u_{y}}{\mathrm {d} x^{2}}}}.
La théorie des poutres nous donne
{\displaystyle {\frac {1}{\rho }}={\frac {\mathrm {d} \varphi }{\mathrm {d} x}}={\frac {\mathrm {M} _{\mathrm {f} z}}{\mathrm {E} \mathrm {I} _{\mathrm {G} z}}}}
où
- Mfz est le moment fléchissant ;
- E est le module de Young du matériau ;
- IGz est le moment quadratique de la section droite par rapport à l'axe Gz.

On a donc :
{\displaystyle d\varphi ={\frac {\mathrm {M} _{\mathrm {f} z}}{\mathrm {E} \mathrm {I} _{\mathrm {G} z}}}\mathrm {d} x}
La variation de pente entre deux points A et B de la poutre s'écrit :
{\displaystyle \varphi _{\mathrm {AB} }=\int _{\mathrm {A} }^{\mathrm {B} }\mathrm {d} \varphi =\int _{x_{\mathrm {A} }}^{x_{\mathrm {B} }}{\frac {\mathrm {M} _{\mathrm {f} z}}{\mathrm {E} \mathrm {I} _{\mathrm {G} z}}}\mathrm {d} x}
Cela représente l'aire, comprise entre xA et xB, sous la courbe Mfz/EIGz :
{\displaystyle \varphi _{\mathrm {AB} }=\left\lbrack {\text{aire sous}}\ {\frac {\mathrm {M} _{\mathrm {f} z}}{\mathrm {E} \mathrm {I} _{\mathrm {G} z}}}\right\rbrack _{\mathrm {A} }^{\mathrm {B} }}.

## Les théorèmes de la méthode des moments d'aire
La méthode des moments d'aires est basée sur deux théorèmes dits théorèmes des moments d'aires.